# Catasetum issanense
Catasetum issanense är en orkidéart som beskrevs av Guido Frederico João Pabst. Catasetum issanense ingår i släktet Catasetum och familjen orkidéer. Inga underarter finns listade i Catalogue of Life.